# Szczaniec (gmina)
Pour les articles homonymes, voir Szczaniec.
Szczaniec est une gmina rurale (gmina wiejska) de la powiat de Świebodzin, dans la Voïvodie de Lubusz, dans l'ouest de la Pologne.
Son siège administratif (chef-lieu) est le village de Szczaniec, qui se situe environ 11 kilomètres à l'est de Świebodzin (siège de la powiat), 39 kilomètres au nord de Zielona Góra (siège de la diétine régionale), et 60 kilomètres au sud-est de Gorzów Wielkopolski (capitale de la voïvodie).
La gmina couvre une superficie de 112,92 kilomètres carrés pour une population de 3 920 habitants en 2011.

## Histoire
De 1975 à 1998, la gmina est attachée administrativement à la voïvodie de Zielona Góra.

Depuis 1999, elle fait partie de la voïvodie de Lubusz.

## Géographie
La gmina inclut les villages et localités de :

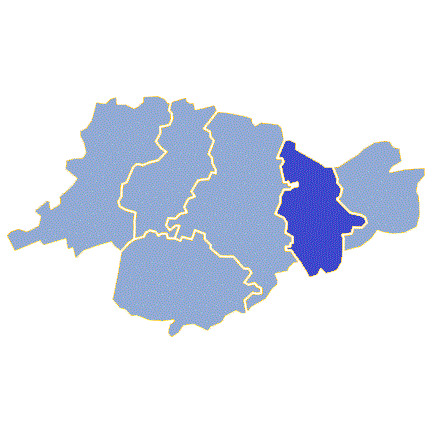
Plan de la gmina

- Brudzewo
- Dąbrówka Mała
- Kiełcze
- Koźminek
- Myszęcin
- Nowe Karcze
- Ojerzyce
- Opalewo
- Smardzewo
- Szczaniec
- Wilenko
- Wolimirzyce

### Gminy voisines
La gmina de Szczaniec est voisine des gminy suivantes :
- Babimost
- Sulechów
- Świebodzin
- Trzciel
- Zbąszynek

## Structure du terrain
D'après les données de 2002, la superficie de la commune de Szczaniec est de 112,92 kilomètres carrés, répartis comme telle :
- terres agricoles : 67%
- forêts : 26%

La commune représente 12,05% de la superficie du powiat.

## Démographie
Données du 31 décembre 2008:
| Description        | Total  | Total | Femmes | Femmes | Hommes | Hommes |
| ------------------ | ------ | ----- | ------ | ------ | ------ | ------ |
| Unité              | Nombre | %     | Nombre | %      | Nombre | %      |
| Population         | 3 934  | 100   | 2 035  | 51,7   | 1 899  | 48,3   |
| Densité (hab./km²) | 34,8   | 34,8  | 18     | 18     | 16,8   | 16,8   |